# Bucze (powiat świebodziński)
Bucze (niem. Wutschdorf) – wieś w Polsce położona w województwie lubuskim, w powiecie świebodzińskim, w gminie Lubrza. Miejscowość znajduje się około 1 kilometra na wschód od drogi krajowej nr 92.
W latach 1975–1998 miejscowość należała administracyjnie do województwa zielonogórskiego.
Bucze charakteryzują się XIX wieczną zabudową folwarczną.

## Zabytki
- stary cmentarz ewangelicki, na którym po wojnie znajdowały się grobowce z piaskowca nawet z XVII wieku
- pomnik poświęcony amerykańskim lotnikom, którzy zginęli w czasie wojny w pobliżu wsi, stoi przy drodze do Lubrzy na wschodnim krańcu wsi[6]. Pomnik został gruntownie odnowiony w 2008 roku.